# Druhý saúdský stát
Druhý saúdský stát (arabsky: الدولة السعودية الثانية, Al-Dawla Al-Su'odiyah Al-Thaniyah) je označení pro stát, existující v té části 19. století, kdy byla obnovena vláda dynastie Saúdů v oblastí centrální a východní Arábie, jež byla předtím v roce 1818 svržena osmansko-egyptskou invazí. Ve srovnání s Prvním Saúdským státem bylo období existence tohoto státního útvaru poznamenáno menší teritoriální expanzí a menším náboženským zanícením, ačkoliv saúdští panovníci nadále používali titul imám a zaměstnávali wahhábistické učence.
Toto období bylo rovněž poznamenáno vážnými vnitřními konflikty v královské rodině, které nakonec způsobily pád dynastie. Za počátek Druhého Saúdského státu je pokládáno dobytí Rijádu, ovládaného egyptskými jednotkami, Turki ibn Abdallahem v roce 1824. Za konec tohoto státního útvaru je naopak považován rok 1891, kdy mezi silami loajálními k poslednímu saúdskému imámu Abdulu Rahmanovi ibn Fajsalovi ibn Turkimu a Rašídovskou dynastií proběhla bitva u Mulajdy.

## Seznam vládců
Druhému Saúdskému státu vládli imámové:
- Turki ibn Abdallah ibn Muhammad (poprvé) 1819–1820
- Turki ibn Abdallah ibn Muhammad (podruhé) 1824–1834
- Mushari ibn Abd al-Rahman ibn Mushari 1834–1834
- Faisal ibn Turki ibn Abdallah (poprvé) 1834–1838
- Khalid ibn Saud ibn Abd al-Aziz 1838–1841
- Abdallah ibn Thunayyan ibn Ibrahim 1841–1843
- Faisal ibn Turki (podruhé) 1843–1865
- Abdallah ibn Faisal ibn Turki (poprvé) 1865–1871
- Saud ibn Faisal ibn Turki 1871–1871 (poprvé)
- Abdallah ibn Faisal ibn Turki (podruhé) 1871–1873
- Saud ibn Faisal ibn Turki (podruhé) 1873–1875
- Abd al-Rahman ibn Faisal ibn Turki (poprvé) 1875–1876
- Abdallah ibn Faisal ibn Turki (potřetí) 1876–1889
- Abd al-Rahman ibn Faisal ibn Turki (podruhé) 1889–1891